# Anna Komnena
Anna Komnena (grekiska: Άννα Κομνηνή, Anna Komnēnē), född 1 december 1083, död 1153, var en bysantinsk prinsessa och en av de första kända kvinnliga historikerna, samt poet och krönikör. Hennes föräldrar var kejsaren Alexios I Komnenos och Eirene Doukaina. 
Hon var författare till Alexiaden, ett epos som lovsjunger hennes far kejsaren Alexios I Komnenos gärningar. Hon lyckades efter sin faders död 1118 förmå sin make, Nikeforos Bryennios att göra anspråk på den bysantinska tronen. Planen misslyckades emellertid, och efter makens död 1137 gick hon i kloster, där hon färdigställde verket över fadern.
Kratern Comnena på Venus är uppkallad efter Anna Komnena. 